# Људски патогени
Људски патогени или хумани патогени посебна су група микроба или микроорганизам (вируса, бактерија, приона или гљива)  који штете свом домаћину и изазивају одређене симптоме које препознајемо као заразну болест.
Људска физиолошка одбрана од уобичајених патогена углавном зависи од стања човековог имуног система и стања неких од облика нормалне телесне флоре и фауне. Јер, ако су имуни систем или „добра“ микробиота на било који начин оштећени (као што је примена хемотерапије, вирус хумане имунодефицијенције (ХИВ) или злоупотреба антибиотикаа који се узимају да убију друге патогене), хумани патогени који су били присутне у човековом организму у стању мировања или латенције, могу почети да се размножавају и нанети штету домаћину. Такви случајеви се називају опортунистичким инфекцијама.
Неки патогени (као што је бактерија Јерсинија пестис (лат. Yersinia pestis), која је можда изазвала црну кугу, вирус вариоле и протозоа маларије) били су одговорни за огроман број смртних случајева на глобалном нивоу и имали бројне ефекте на погођене групе. 
У модерно доба посебно се истиче ХИВ, за који се зна да је заразио неколико милиона људи широм света, заједно са вирусом грипа и и коронавирусима.
Иако је тренутно постигнут напредак у медицини заштити људи од инфекције хуманим патогенима, употребом вакцинације, антибиотика и фунгицида и напредак у области безбедност хране, хигијени и третману воде за пиће исузбијено штетно дејство неких патогена, и даље постоји група хуманих патогена која угрожава на хиљде људски живота широм света.

## Врсте

### Бактерије
Људско тело садржи милијарде бактерија које могу бити и корисне и штетне. Неке од штетних бактерија, познатих као патогени, су клице које могу изазвати оштећења и болести путем интеракције са домаћином. Међутим, постоје неке „добре бактерије“ у људском телу које играју важну улогу помажући у процесу варења и јачању имунолошког система.
Људи су често дом бактеријама са патогеним потенцијалом на нашој кожи или у устима. Али, осим ако се не појаве праве околности које доведу до инвазије, генерално нема последица за једноставну колонизацију ових бактеријских патогена. Уместо тога, особа може служити као носилац за преношење болести на друге. На пример, смртоносна клица, Neisseria Meningitidis, која је присутна  у задњем делу око 20% грла тинејџера може да изазиве смртоносну инфекцију мозга. Међутим, већина тинејџера се никада не разболи од ове бактерије, јер она само живи тамо и не наноси штету.
Бактерије имају способност да стварају токсине, хемијске отрове који ометају функцију ћелија као што је варење нормалних људских ензима, избегавање белих крвних зрнаца за борбу против инфекција и имуни клиренс. Они могу произвести заштитне капсуле или слузави материјал, тако да их бела крвна зрнца не могу прогутати, или прилагодити ДНК која може кодирати отпорност на антибиотике.
Чак и добре бактерије на погрешном месту могу изазвати инфекције. Микроби који насељавају кожу и слузокоже, као што су уста, познати су као „нормална флора“ или „нормална микробиота“. Они играју улогу у нормалној, здравој људској физиологији осим ако не постану превише насељени или настањују места у телу где им није место, као што је крвоток.
Постоје нека анатомска места у телу која су нормално стерилна. То укључује подручја око мозга и кичмене мождине или доње делове плућа. На пример, бактерије у кичменој течности ће изазвати бактеријски менингитис. Постоје бројне улазне тачке кроз које бактерије могу да инфицирају ове стерилне делове тела као што су посекотине на кожи, слузокоже уста или крварења црева.

### Вируси
Вируси су ацелуларни-нећелијски, ултрамикроскопски, микроорганизми  неспособни да се размножавају ван ћелије домаћина. Изван ћелије домаћина они не показују особине живих бића, чак могу и да кристализују, при чему и у том облику задржавају способност инфекције ћелије.
За вирусе се у правом смислу може рећи да се налазе између живог и неживог света. Присуство нуклеинске киселине и способност да се она мења (мутира) чиме се вируси прилагођавају променама у спољашњој средини као и присуство протеина су својства живих бића. С друге стране, у односу на живи свет, вируси немају ћелијску грађу (ацелуларни су), нити способност обављања метаболизма. Како им све то недостаје они се могу размножавати само унутар живе ћелије.
Иако се вируси традиционално дефинишу као нећелијске инфективне честица, неки гигантски вируси попут Мимивируса (који инфицирају амебе) имају геном који се може по величини упоредити са бактеријама (1,2 милион базних парова) и садрже бројне ћелијске ензиме. Бројна истраживања су показала да је Мимивирус верватно еволуирао од бактерије кроз еволутивне промене. Сличне промене вероватно су доживели и други велики ДНК вируси попут херпес вируса. Мимивирус чак може бити нападнуто од стране мањих вируса под називом "вирофаг".
Зрела вирусна, ванћелијска, честица способна да инфицира ћелију домаћина назива се вирион. Уласком у ћелију вирион постаје активан тј. вирус. Вирус у ћелији преузима контролу над молекуларним апаратом домаћина и користи га за сопствено размножавање. Ћелија домаћина тада ствара делове вируса, а не материје које су њој потребне за нормалан рад. То у домаћину доводи до патолошког стања (болести), па се вируси сматрају искључивим унутарћелијским – облигатним паразитима.

### Гљивице
Гљивице су еукариотско царство микроба који су обично сапрофити, али могу изазвати болести код људи. Типична величина спора гљивица је 1-40 микрометара у дужину.
По здравља и живот опасне гљивичне инфекције код људи се најчешће се јављају код имунокомпромитованих пацијената или људи са ослабљеним имунолошким системом (код којих су гљивице чест узрочник инфекције коже, ноктију). 
Већина антибиотика који делују на бактеријске патогене не могу се користити за лечење гљивичних инфекција јер и гљиве и њихови домаћини имају еукариотске ћелије. Већина клиничких фунгицида припада групи азола. 

### Приони
Главни чланак: Приони
Приони (енгл. proteinaceous infectious particle) су посебни облици протеина који могу изазвати неке болести код људи и животиња. Настају мутацијом гена који кодира један протеин људског тела, „прион протеин“. Овако измењени протеини могу се пренети на друге особе (попримају особине патогена) и тада изазивајући промену конформације прион протеина код оболелих они развијају болест у организму људи и животиња.
Утврђено је да се приони преносе на три начина: заражавањем породичним наслеђем и спорадичним преносом. Такође је утврђено да биљке играју улогу вектора за прионе. Постоји десет болести које погађају људе, као што су нпр. Кројцфелд—Јакобова болест  и фатална породична несаница.

### Остали патогени-паразити
Протозое су једноћелијски еукариоти који се хране микроорганизмима и органским ткивима. Многи протозои делују као патогени паразити који изазивају болести као што су маларија, амебијаза, ђардијаза, токсоплазмоза, криптоспоридиоза, трихомонијаза, Шагасова болест, лајшманијаза, афричка трипаносомијаза (болест спавања), примарни кератитис код мушкараца.
Паразитски црви (хелминти) су макропаразити који се могу видети голим оком. Црви живе и хране се у свом живом домаћину, добијајући хранљиве материје и склониште у дигестивном тракту или крвотоку свог домаћина. Они такође манипулишу имунолошким системом домаћина тако што луче имуномодулаторне производе који им омогућавају да годинама живе у свом домаћину. Хелминтијаза је генерализовани термин за инфекције паразитским црвима, које обично укључују округле глисте, тракавице и равне глисте.

### Животињски патогени
Животињски патогени, иако су примарно узрочници болести дивљих и домаћих животињских врста, понекад могу изазвати болест и код људи.

## Вируленција
Вируленцијаје степен патогености (или способности неког патогена да изазове инфекцију и болест) а одређена је инвазивношћу, инфективношћу и патогеним потенцијалом. Реч „вируленција“ има исто латинско порекло као и реч „вирус“, која се првобитно односила на било који патоген који је изазвао болест. Вируленција се стога треба посебно односити на особину патогена. Према савременим дефиницијама, вируленција је способност патогена да се умножава и наноси штету свом домаћину. Чини се да већина микробиолога који проучавају паразите користи вируленцију према овој дефиницији. Еколози и еволуциони биолози понекад примењују строже термине који леже у томе како се агресивност експлоатације ресурса домаћина од стране паразита развија под одређеним условима, и да ли медицинске или ветеринарске интервенције могу да модификују његову еволуцију. Ефекти на домаћине нису део стратегије паразита: не постоје гени у геному паразита који специфично кодирају за одређени ниво оштећења домаћина. Стога треба бити опрезан када се говори о „генима за вируленцију“, чак и у математичким моделима. Ипак концепт вируленције, колико год да је дефинисан, он је својство интеракције домаћин-паразит, која се често третира као својство паразита. Зато се вирулентност патогена, мери индиректно кроз његове ефекте на способност домаћина или претпостављена карактеристика једног организма мери се његовим ефектом на други организам.

## Преношење
Преношење патогена се дешава на много различитих начина и путева, укључујући ваздушни пут, директни или индиректни контакт, сексуални контакт, преко крви, мајчиног млека или других телесних течности, и фекално-оралним путем. У зависности од начина преношења зависе и симптоми заразне болести, које су директно повезани са преносом патогена са домаћина на домаћина. Неки од најчешћих начина преношења патогена су:
- Један од примарних путева преношење патогена је загађеном храном или водом испуштаном из канализације у изворе водоснабдевање или на земљиште, сакога људи једу или пију контаминиране изворе заразе. У земљама у развоју, већина отпадних вода се испушта у животну средину или на обрадиве површине; чак иу развијеним земљама, неке локације имају периодичне кварове система који резултују преливањем санитарне канализације.[3]

- Преношење патогена преко хладних пликова и гениталних брадавица. Ово је ефикасан начин ширења ХСВ-1 међу људима путем директног контакта.[13]

- Кашаљ и кијање шире патогене изазиваче респираторних инфекција кроз људску заједницу ваздушним путем.

- Неки патогени се преносе између људски као домаћина и других  живих организмиме векторима или преносиоцима као што су комарац или крпељи. Код векторских болести патоген на људе преноси крпеља  након што се заразе убодом заражене животиње, као што су веверице или мишеви, па онда човека.